# 田邊祐真
田邊 祐真（たなべ ゆうま）は日本で活動するミュージカル俳優である。島根県松江市出身。劇団四季所属。

## 来歴
ミュージカル好きの母親の元で育ち、『ユタと不思議な仲間たち』の観劇をきっかけに、劇団四季の舞台を目指す。
クラシックバレエや声楽のレッスンを重ね、入団以前にも県民ミュージカル『あいと地球と競売人』、『ビリーブ・イン・ミー』や朗読劇に出演した経験がある。
 2015年研究所入所。
同年9月『コーラスライン』で劇団四季での初舞台を踏み、『嵐の中の子どもたち』ボブ、『キャッツ』スキンブルシャンクス（2018年-）、マンゴジェリー（2022年-）、『リトルマーメイド』ジェットサムなどを演じている。『エルコスの祈り』『ノートルダムの鐘』にも出演。
 2019年4月24日発売のCD、『キャッツ』＜メモリアルエディション＞にはスキンブルシャンクス ー 鉄道猫 として参加。
 2024年5月、JR東日本四季劇場［秋］にて開幕した劇団四季オリジナル新作ミュージカル『ゴースト&レディ』にも出演している。

## 主な出演作品

### ミュージカル
- コーラスライン（トム、ブッチ）
- エルコスの祈り（リック、ポール）
- 嵐の中の子どもたち（ボブ）
- ノートルダムの鐘（アンサンブル8枠）
- キャッツ （スキンブルシャンクス、マンゴジェリー）
- ユタと不思議な仲間たち（一郎）
- 李香蘭（アンサンブル）
- 思い出を売る男（紳士、与太者）
- リトルマーメイド（ジェットサム）
- ゴースト&レディ（アンサンブル9枠）